# Schloss Ottenfeld

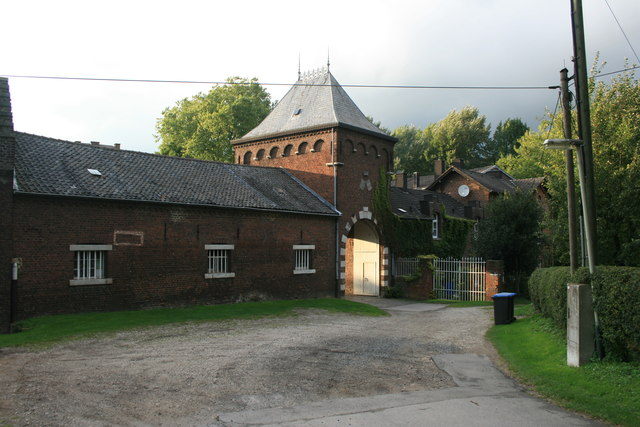
Torturm des Schlosses Ottenfeld

Das Schloss Ottenfeld, auch Gut Ottenfeld und Ottenfelder Hof genannt, ist ein Herrenhaus mit dazugehörigem Gutshof im Alsdorfer Ortsteil Duffesheide. Der Gebäudekomplex liegt an der Bundesstraße 57 von Würselen nach Alsdorf in den Niederungen des Broicher Bachs und ist einer der ältesten Höfe in der Gemeinde Alsdorf. Er befindet sich in Privatbesitz und kann nicht besichtigt werden.

## Beschreibung
Schloss Ottenfeld ist über eine rund 190 Meter lange Allee erreichbar, die an einer kleinen Marienkapelle vorbeiführt. Die Anlage gliedert sich in einen dreiflügeligen Wirtschaftstrakt mit Torbau und ein repräsentatives Herrenhaus.
Der Ostflügel des Wirtschaftstrakts besteht aus mehreren Bauten mit Ziegelmauerwerk, von denen der südlichste zwei Stufengiebel besitzt. Auffälligster Bau des Flügels ist der zweigeschossige Torturm, der sich auf einem rechteckigen Grundriss erhebt und von einem Walmdach abgeschlossen ist. Das Kordongesims ist durch einen Rundbogenfries hervorgehoben. Die rundbogige Tordurchfahrt ist an der nach Osten gerichteten Außenseite von hellen Hausteinquadern aus Blaustein gerahmt. Mittig über dem Torbogen finden sich zwei steinerne Wappenschilde unter einer Krone. Eines repräsentiert das Wappen der Familie Blankcart. Der Schlussstein des Torbogens trägt die Jahreszahl 1882.
Das westlich des Wirtschaftstrakts liegende Herrenhaus ist ein dreigeschossiges Backsteingebäude aus dem letzten Quartal des 19. Jahrhunderts. Auf einem rechteckigen Grundriss erheben sich über einem hohen Untergeschoss zwei Wohnstockwerke, die an der Süd- und Westseite mit Schieferschindeln verkleidet sind. Das Haus dient Wohnzwecken und weist allseitig große Rundbogenfenster auf. Das Eingangsportal im Sockelgeschoss besitzt – ebenso wie die flankierenden beiden Fenster – einen Rahmen aus hellem Haustein. An der Nordseite des Gebäudes schließen sich zwei sehr kurze, turmartige Flügel an, die an ihren Stirnseiten einen Treppengiebel mit Rundbogenfries besitzen. Diese Treppengiebel wiederholen sich als dekoratives Element an den Gauben des hohen, abgewalmten Daches des Gebäudes. Das Traufgesims ist durch einen aus Ziegeln gemauerten Fries besonders betont.

## Geschichte
Viel ist über die Geschichte des Schlosses nicht bekannt, denn bei der Einquartierung von amerikanischen Soldaten im Jahr 1945 ging das Schlossarchiv und damit viele Informationen über die Vergangenheit des Anwesens verloren.
Der Ottenfelder Hof wurde als Kurmutgut 1420 im sogenannten Weistum der Herrlichkeit Alsdorf erstmals urkundlich erwähnt. Um 1500 war er – Gut Otenfahrt genannt – im Besitz der Aachener Kreuzherren, die ihn von einem Pächter bewirtschaften ließen. Ungewiss ist, ob sie durch Kauf oder Schenkung in seinen Besitz kamen.
Etwa im 17. Jahrhundert kam das Anwesen an die freiherrliche Familie von Blanckart, der auch schon die Burg Alsdorf gehörte. Damals handelte es sich um ein typisches rheinisches Landgut, das sich als eine geschlossene Vierflügelanlage um einen Innenhof gruppierte.
Im frühen 19. Jahrhundert fand aus unklaren Gründen ein erneuter Besitzerwechsel statt. Eine französische Planzeichnung der Anlage, die im Juni 1809 angefertigt wurde, weist noch einen Baron von Blanckart als Eigentümer aus, aber schon 1846 waren die Gebäude im Besitz von Julius und Noel Harf, zwei in Jülich ansässigen Juden. Von ihnen erwarb Josef von Blanckart, Bruder des Eigentümers der Alsdorfer Burg, das Gut in jenem Jahr für seine Familie zurück. 1868 kaufte er zudem die Alsdorfer Ölmühle (heute der Hof Wintgens) und die Alsdorfer Kornmühle (heute Linkens Mühle). Verheiratet mit einer belgischen Gräfin de Liedekerke, verlegte er aber später seinen Wohnsitz nach Belgien und überließ Ottenfeld seinem Sohn Karl. Dieser initiierte 1878 einen schlossähnlichen Neubau des Wohnhauses, sodass der Gutshof von jener Zeit an Schloss Ottenfeld genannt wurde.
Durch Erbschaft kam das Anwesen an die Kinder der belgischen Gräfin Fritz von Borchgrave de Lexhy, die heute noch Eigentümer sind.